# Paddy the Next Best Thing
Paddy the Next Best Thing er en britisk stumfilm fra 1923 af Graham Cutts.

## Medvirkende
- Mae Marsh som Paddy
- Darby Foster som Lawrence Blake
- Lilian Douglas som Eileen Adair
- George K. Arthur
- Nina Boucicault som Mrs. Blake
- Haidee Wright som Jane O'Hara